# Anthostomella okatina
Anthostomella okatina är en svampart som beskrevs av Whitton, K.D. Hyde & McKenzie 2000. Anthostomella okatina ingår i släktet Anthostomella och familjen kolkärnsvampar.   Inga underarter finns listade i Catalogue of Life.